# 황정란
황정란(1957년 9월 5일~)은 대한민국의 성우이다. 1979년 TBC에 입사했으며, 언론통폐합으로 현재는 KBS 15기로 분류된다. 한국방송 성우극회 소속.

## 주요 출연작품

### 애니메이션
- 무지개 요정 큐티하니(SBS)

### 영화
- 고백(KBS) - 데스와 톰의 어머니(자넷 놀런)
- 나 홀로 집에 3(SBS)
- 말레나(KBS)
- 사이먼비치(KBS)
- 미스틱 피자(SBS)
- 웨어 더 머니 이즈(KBS) - 와일러(리타 터켓)
- 말콤X(KBS)
- 파라다이스 로드(KBS)
- 마이티 덕2(KBS) - 골드버그
- 마이티 덕3(KBS)
- 새벽의 비밀(KBS)
- 에이스 벤츄라 2(SBS)
- 명탐정 디씨(KBS)
- 시티 홀(SBS)
- 스타게이트(KBS)
- 할리우드 박사(KBS)
- 오멘, 최후의 심판(SBS) - 피터(바너비 홈)
- 내일을 향해 쏴라(KBS) - 기차 승객(조디 길버트)/마을 사람
- 사랑과 영혼(KBS) - 로즈(마르티나 데이그넌)/산티아고 부인(안젤리나 에스트라다)/수녀
- 네이비 실(SBS)
- 콜리야(SBS) - 타마라 (릴리야 말키나)
- 시스터 액트(KBS) - 수녀
- 바하마의 별(KBS)
- 25시의 추적(KBS)
- 슈퍼맨 3(KBS) - 핸더슨(헬렌 호튼)
- 에딘버러시의 영웅(KBS) - 집주인(도리스 로이드)
- 특전대 네이비 씰(SBS) - 졸린(S. 이페서 메커슨)